# Cabin John
Cabin John és una concentració de població designada pel cens dels Estats Units a l'estat de Maryland. Segons el cens del 2000 tenia 1.734 habitants.

## Demografia
Segons el cens del 2000, Cabin John tenia 1.734 habitants, 668 habitatges, i 464 famílies. La densitat de població era de 683,2 habitants per km².
Dels 668 habitatges en un 36,2% hi vivien nens de menys de 18 anys, en un 60,9% hi vivien parelles casades, en un 5,7% dones solteres, i en un 30,5% no eren unitats familiars. En el 24,3% dels habitatges hi vivien persones soles el 8,5% de les quals corresponia a persones de 65 anys o més que vivien soles. El nombre mitjà de persones vivint en cada habitatge era de 2,6 i el nombre mitjà de persones que vivien en cada família era de 3,11.
Per edats la població es repartia de la següent manera: un 25,8% tenia menys de 18 anys, un 4,7% entre 18 i 24, un 25,3% entre 25 i 44, un 34,9% de 45 a 60 i un 9,3% 65 anys o més.
L'edat mediana era de 42 anys. Per cada 100 dones de 18 o més anys hi havia 93 homes.
La renda mediana per habitatge era de 95.692 $ i la renda mediana per família de 125.493 $. Els homes tenien una renda mediana de 84.112 $ mentre que les dones 64.271 $. La renda per capita de la població era de 52.401 $. Cap de les famílies i el 2,4% de la població estaven per davall del llindar de pobresa.

## Poblacions més properes
El següent diagrama mostra les poblacions més properes.